# Aldeasoña
Aldeasoña ist eine Gemeinde (municipio) in der spanischen Provinz Segovia. Sie liegt im Süden der Autonomen Region Kastilien und León, an der Nordwestabdachung der Sierra de Guadarrama. Sie hat 67 Einwohner (Stand: 2024). 

## Geographie
Aldeasoña liegt etwa 52 Kilometer nördlich vom Stadtzentrum von Segovia in einer Höhe von ca. 835 m.
Aldeasoña befindet sich innerhalb der Zone des kontinentalen mediterranen Klimas.

## Bevölkerungsentwicklung
| Jahr      | 1970 | 1981 | 1991 | 2001 | 2011 | 2021 |
| Einwohner | 268  | 192  | 167  | 95   | 68   | 62   |

## Sehenswürdigkeiten
- westgotische Nekropole Las Fuentes
- Magdalenenkirche
- Eugenienkapelle
- Casa del Mayorazgo, Herrenhaus, 1715 bis 1717 erbaut

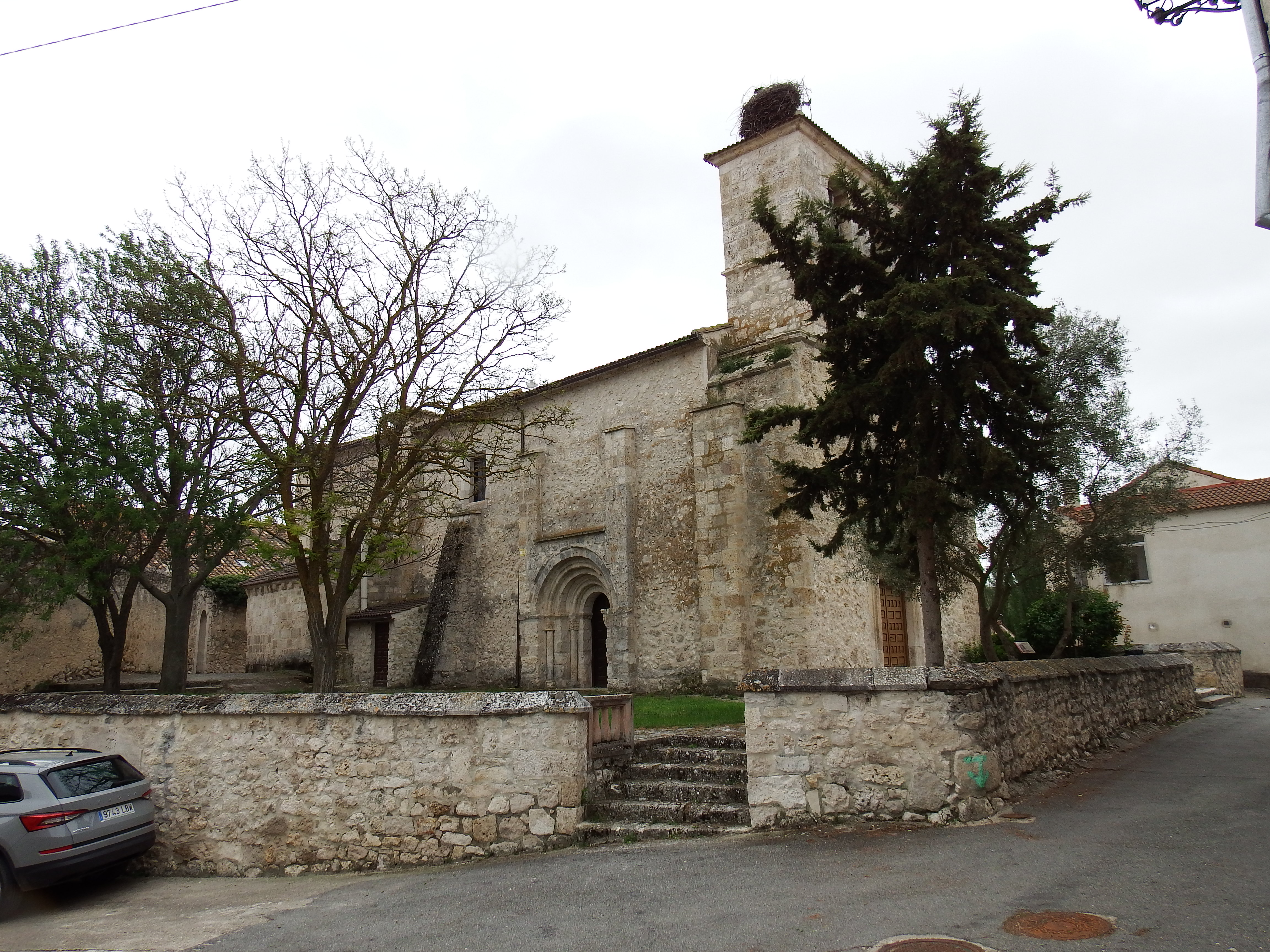
Magdalenenkirche
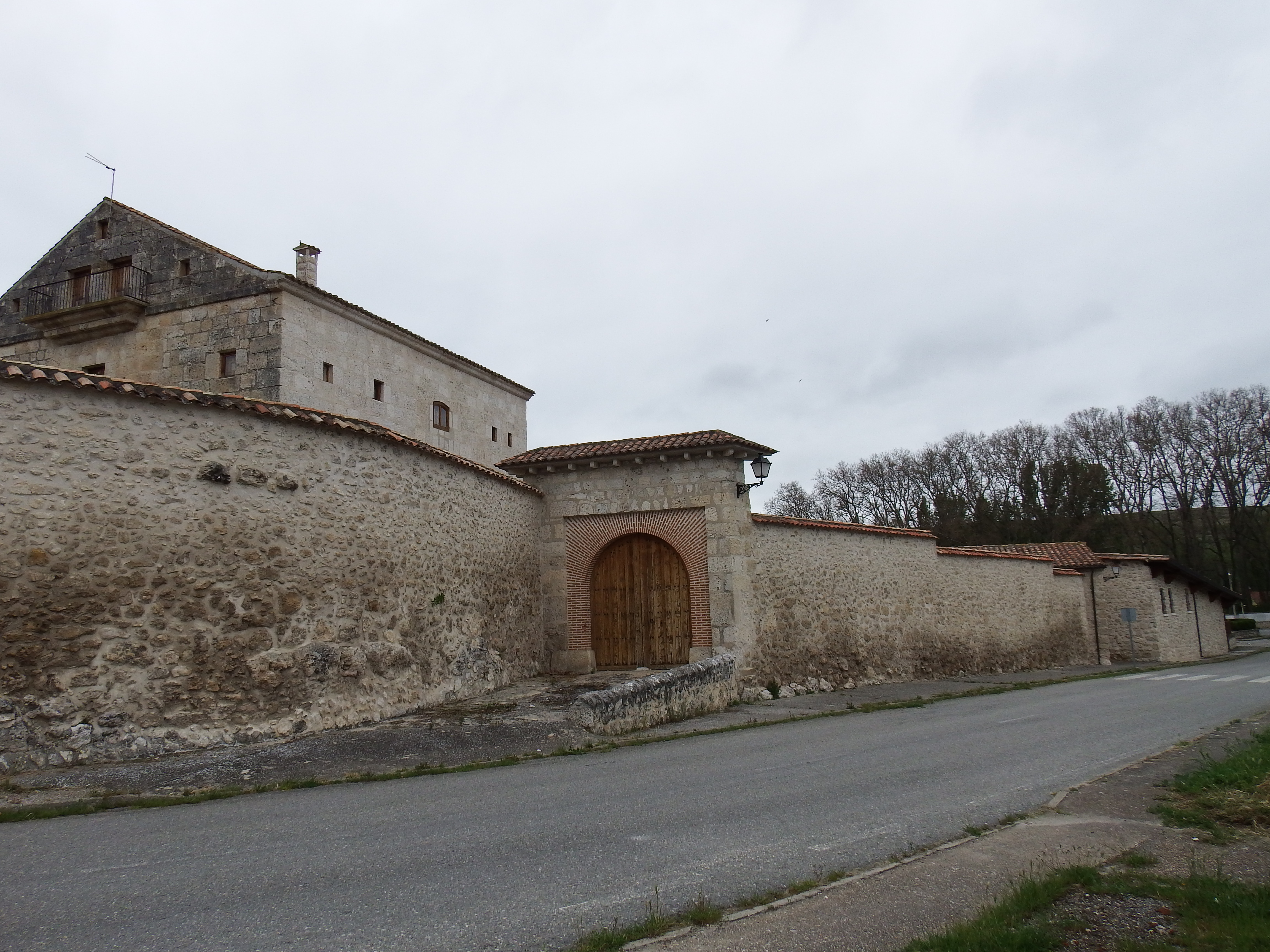
Casa del Mayorazgo
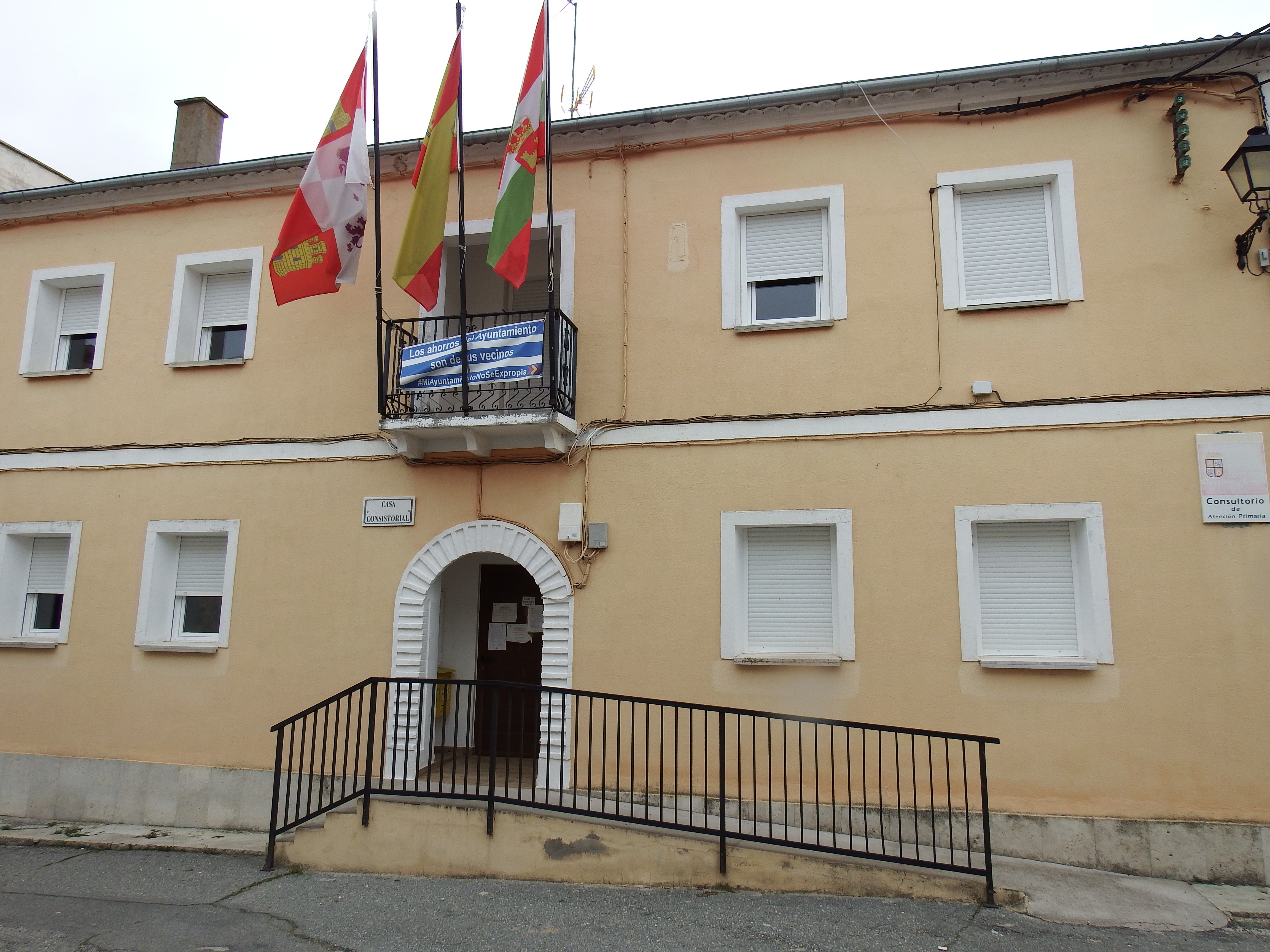
Rathaus